# Geological Survey of India
 (novembre 2015).
Si vous disposez d'ouvrages ou d'articles de référence ou si vous connaissez des sites web de qualité traitant du thème abordé ici, merci de compléter l'article en donnant les références utiles à sa vérifiabilité et en les liant à la section « Notes et références ».
Pour les articles homonymes, voir GSI.
Le Geological Survey of India (GSI), fondé en 1851, est une organisation gouvernementale de l'Inde qui mène des recherches en géologie et qui est rattaché au Ministry of Mines of Union Government of India. C'est l'une des plus anciennes organisations de ce genre du monde.
Il comporte également une division de paléontologie, dont le directeur des années 1984 à 1988, Vishwa Gupta, est principalement connu pour ses livres, mais surtout pour sa fraude,.